# Mirah
Pour les articles homonymes, voir Mirah (homonymie).
Mirah Yom Tov Zeitlyn (née le 17 septembre 1974 à Philadelphie), est une musicienne américaine. Elle a sorti de nombreux albums sous le label K Records. Elle a collaboré avec Phil Elvrum de The Microphones. Elle a également travaillé avec The Black Cat Orchestra.
Mirah est la plus jeune des trois enfants et a vécu à Bala Cynwyd, une banlieue de Pennsylvanie la majeure partie de son enfance. Elle a ensuite déménagé à Olympia, dans l'État de Washington.
Mirah a visité l'Amérique du Sud, notamment l'Argentine, et fut tellement frappée par la musique et la culture locale que plusieurs chansons de l'album C'mon Miracle reflètent cette expérience.
À l'origine artiste solo, Mirah a, pour la première fois, effectué une tournée, à la fin 2004 au Sud-ouest des États-Unis, avec un groupe. Le groupe comprenait Nora Danielson (qui a participé aux enregistrements de the Mountain Goats, The Intima, Tara Jane O'Neil, Liarbird, & Young People), Dan Sasaki (Enemymine, Sedan, The Old Haunts), Themba Lewis (Liarbird, The Intima, Tara Jane O'Neil, Jackie-O Motherfucker), et Alex Yusimov (Duck Duck Gray Duck et beaucoup d'autres). Nora, Alex, et Themba ont également participé à l'enregistrement des disques de Mirah. Mirah a également été membre de The Drivers, un groupe d'Olympia composé uniquement de filles.

## Discographie
- 1997 - Storageland EP
- 2000 - You Think It's Like This But Really It's Like This
- 2001 - Advisory Committee
- 2001 - Small Sale EP
- 2003 - Songs from the Black Mountain Music Project (avec Ginger Brooks Takahashi)
- 2004 - To All We Stretch the Open Arm (avec Black Cat Orchestra)
- 2004 - C'mon Miracle
- 2008 - The Old Days Feeling

## Anecdotes
- Mirah est née sur une table de cuisine.
- Enfant, Mirah a participé à "Double Dare", un jeu télévisé.
- Sa chanson "La familia" a servi pour la publicité de Kinder.
- Sa chanson "Special Death" est utilisée dans la série American Horror Story, diffusée depuis le 5 octobre 2011 sur la chaîne télévisée FX aux États-Unis.